# Josefine Kolbe
Josefine „Pepa“ Kolbe war eine österreichische Tischtennisspielerin. Bei den Weltmeisterschaften 1930 gewann sie zwei Bronzemedaillen.

## Werdegang
Josefine Kolbe spielte beim Verein Badener AC. 1929 nahm sie an der Weltmeisterschaft in Budapest teil. Im Einzel erreichte sie nach einem Sieg über die Engländerin Joan Ingram das Viertelfinale, in dem sie der Ungarin Anna Sipos unterlag. Im Doppel mit Anastasia Flußmann startete sie aufgrund der geringen Teilnehmerzahl direkt im Viertelfinale. Hier verlor sie gegen Mária Mednyánszky/Anna Sipos aus Ungarn. Im Mixed mit Erwin Kohn unterlag sie den späteren ungarischen Weltmeistern István Kelen/Anna Sipos.
Erfolgreicher war Josefine Kolbe bei den Weltmeisterschaften 1930 in Berlin, wo sie im Einzel und im Doppel Bronze gewann. Im Einzel besiegte sie Ingeborg Carnatz (Deutschland) und Marie Masakova (Tschechoslowakei), unterlag im Halbfinale jedoch der späteren Weltmeisterin Mária Mednyánszky (Ungarn). Im Doppel mit Etta Neumann verlor sie im Halbfinale erneut gegen die Ungarinnen Mária Mednyánszky/Anna Sipos.
1931 erreichte Kolbe bei den Nationalen österreichischen Meisterschaften das Endspiel, in dem sie aber aus gesundheitlichen Gründen nicht antrat.
Im Oktober 1935 heiratete Josefine Kolbe in Wien den Franz Ebner, danach trat sie unter dem Namen Ebner-Kolbe auf.

## Turnierergebnisse
| Verband | Veranstaltung     | Jahr | Ort      | Land | Einzel        | Doppel        | Mixed     | Team |
| ------- | ----------------- | ---- | -------- | ---- | ------------- | ------------- | --------- | ---- |
| AUT     | Weltmeisterschaft | 1930 | Berlin   | FRG  | Halbfinale    | Halbfinale    | letzte 16 |      |
| AUT     | Weltmeisterschaft | 1929 | Budapest | HUN  | Viertelfinale | Viertelfinale | letzte 16 |      |